# Белогорье (поезд)
«Белого́рье» — скорый фирменный поезд № 071В/072В, осуществляющий перевозку пассажиров по маршруту Белгород — Москва — Белгород. В отличие от скоростных поездов, курсирующих по этому же маршруту, является ночным.
При отправлении поезда «Белогорье» со станции Белгород по вокзальному радио транслируется «Прощание славянки» В. И. Агапкина, а по прибытии в Белгород — гимн города.

## История

### Подготовка запуска
Согласно плану развития фирменного транспортного обслуживания, улучшения условий и комфортности проезда пассажиров, ОАО «Российские железные дороги» совместно с ЮВЖД планировало перевести пассажирский поезд № 71/72 в категорию «фирменный» к началу летних перевозок 2004 года.
Однако в связи с празднованием 50-летия Белгородской области президент ОАО «РЖД» Геннадий Фадеев принял решение выделить свыше 148 млн рублей на приобретение для «Белогорья» 15 новых пассажирских вагонов, чтобы уже в рождественские праздники 2004 года начать эксплуатацию фирменного состава. Ещё 10 вагонов, соответствующих требованиям отраслевого стандарта к фирменным поездам, были отобраны из эксплуатационного парка ЮВЖД и предварительно прошли подготовку на Воронежском вагоноремонтном заводе.
На экипировку нового состава съёмным оборудованием и инвентарем, оформление внутреннего интерьера вагонов, приобретение постельных принадлежностей было выделено около 6 млн рублей.

### Эксплуатация
Фирменный поезд «Белогорье» 7 января 2004 года после торжественного митинга в 21:50 отправился в первый рейс.
В 2005 году поезд перевез 393 105 пассажиров.
25 апреля 2006 года в финале Всероссийского конкурса на «Лучший фирменный поезд, лучший вагон-ресторан и лучшее обслуживание пассажиров в вагонах повышенной комфортности» «Белогорье» стал победителем в номинации «Высокий уровень сервиса в вагонах повышенной комфортности». До этого в начале года поезд победил в отборочном конкурсе на лучший фирменный поезд Юго-Восточной магистрали.
В 2010 году поезд «Белогорье», перевёз 360 500 человек, из них 230 500 в плацкартных вагонах. В купейных вагонах было перевезено 87 300 человек, что на 24,8 % больше, чем в 2009 году. Вагонами поезда класса СВ в 2010 году воспользовались 11 100 пассажиров (на 6,6 % больше, чем в 2009 году).
В 2018 году поезд занял 7 место в России по рейтингу сервиса путешествий «Туту.ру», оценку в котором получили 721 поезд. Фирменный поезд получил оценку в 9,63 балла из 10. Пассажиры отметили «вкусную еду», «вежливый персонал», «новые комфортабельные вагоны», «удобные спальные места», «чистый биотуалет», «вагоны ТКС», «удобное время отправления и прибытия строго по расписанию» и «чистое свежее бельё». Минусом «Белогорья» пассажиры назвали холодные окна, от которых «дует».
С 17 июля по 23 августа 2018 года в поезде «Белогорье» в рамках празднования 75-летия Победы на Курской дуге работала выставка фотографий Курской битвы, которую совместно подготовили Российское военно-историческое общество и АО «Федеральная пассажирская компания».

## Подвижной состав

### Вагоны
Состав поезда «Белогорье» сформирован из вагонов Приволжского филиала ФПК. В обращении находятся 22 вагона: 2 СВ, 9 купейных, 9 плацкартных вагонов, 1 штабной вагон (в вагоне расположено купе для лиц с ограниченными физическими возможностями), а также 1 вагон-ресторан, однако, во время праздников количество вагонов может увеличиваться до 27-28. Все вагоны производства Тверского вагоностроительного завода (ТВЗ) 2007 года выпуска и позднее. В каждом вагоне установлены современные биотуалеты, позволяющие пользоваться ими во время остановок, современная система кондиционирования воздуха, которая поддерживает оптимальную температуру в салоне в любое время года, стеклопакеты, не пропускающие шум и информационные табло, показывающие текущую скорость поезда, номер вагона, температуру в салоне и за бортом поезда, время, занятость туалета, следующую станцию (только в вагонах СВ) за 15 минут до прибытия. Все вагоны имеют свой фирменный интерьер. Внутри они выполнены в темно-красных тонах. Сейчас в составе поезда все вагоны выполнены в корпоративной окраске ОАО «РЖД».

#### Плацкартные вагоны
В поезде курсирует 9 плацкартных вагонов (54 места). Все вагоны повышенной комфортности производства ТВЗ модели № 61-4447. В вагонах оказывается весь перечень сервисных услуг.

#### Купейные вагоны
В поезде курсирует 9 купейных вагонов (36 мест) повышенной комфортности. Все вагоны модели 61-4440 (36 мест) произведены на ТВЗ. В поезде курсирует вагон с оказанием дополнительных услуг: наличие собственного набора питания, средств личной гигиены, свежей прессы. В поезде курсирует вагон МЖ — вагоны с мужскими/женскими купе. Помимо этого, пассажирам предоставляются все стандартные услуги, о которых было сказано выше. Стоимость проезда в купейном вагоне, как правило, существенно отличается от стоимости проезда в плацкартном вагоне. Обычно она выше на 120 %.

#### СВ
В состав включены 2 вагона СВ (18 мест). Вагоны произведены на ТВЗ, и модель № 61-4440 (18 мест). Помимо стандартной технической базы в купе предусмотрены ЖК-телевизоры, которые транслируют 3 канала ТКС (сериалы, документальные фильмы и мультики). В купе проводника имеются микроволновая печь и сейф.

## Расписание
| 071В Москва — Белгород | 071В Москва — Белгород | 071В Москва — Белгород |                           | 072В Белгород — Москва | 072В Белгород — Москва | 072В Белгород — Москва |
| Прибытие               | Стоянка                | Отправление            | Раздельные пункты         | Прибытие               | Стоянка                | Отправление            |
|                        |                        | 20:30                  | Москва (Восточный вокзал) | 08:03                  |                        |                        |
| -                      | -                      | -                      | Лефортово*                | 07:45                  | 8 мин                  | 07:53                  |
| 23:27                  | 4 мин                  | 23:31                  | Тула I Курская            | 04:28                  | 5 мин                  | 04:33                  |
| 01:32                  | 4 мин                  | 01:36                  | Орёл                      | 02:25                  | 4 мин                  | 02:29                  |
| 03:13                  | 15 мин                 | 03:28                  | Курск                     | 00:30                  | 15 мин                 | 00:45                  |
| 04:24                  | 2 мин                  | 04:26                  | Солнцево                  | 23:44                  | 3 мин                  | 23:47                  |
| 04:50                  | 2 мин                  | 04:52                  | Ржава                     | 23:21                  | 2 мин                  | 23:23                  |
| 05:15                  | 2 мин                  | 05:17                  | Прохоровка                | 22:59                  | 2 мин                  | 23:01                  |
| 06:10                  |                        |                        | Белгород                  |                        |                        | 22:10                  |